# Carlijn Achtereekte
Carlijn Achtereekte (ur. 29 stycznia 1990 w Lettele) – holenderska łyżwiarka szybka.

## Kariera
W zawodach Pucharu Świata Carlijn Achtereekte zadebiutowała 27 listopada 2010 roku w Hamar, zajmując czwarte miejsce w grupie B wyścigu na 5000 m. Na podium po raz pierwszy stanęła 12 grudnia 2014 roku w Heerenveen, kiedy była trzecia na dystansie 3000 m. W zawodach tych wyprzedziły ją jedynie Czeszka Martina Sáblíková oraz inna Holenderka, Ireen Wüst. Dzień później wspólnie z Marrit Leenstrą i Lindą de Vries zwyciężyła w biegu drużynowym. Kilkakrotnie zdobywała medale mistrzostw kraju, w tym srebrne na dystansie 5000 m w latach 2011, 2012 i 2015 oraz brązowy na 3000 m w 2015 roku.